# Tehri
Tehri är en ort i Indien.   Den ligger i distriktet Tehri-Garhwāl och delstaten Uttarakhand, i den norra delen av landet, 230 km nordost om huvudstaden New Delhi. Tehri ligger 656 meter över havet och antalet invånare är 27 611.
Terrängen runt Tehri är bergig åt nordost, men åt sydväst är den kuperad. Tehri ligger nere i en dal. Runt Tehri är det tätbefolkat, med 266 invånare per kvadratkilometer. Det finns inga andra samhällen i närheten. I omgivningarna runt Tehri växer i huvudsak blandskog.